# Wang Zi-Ping
Wang Zi-Ping (1891 – 1973) è stato un artista marziale cinese.
Fu un cinese-musulmano praticante di arti marziali cinesi e medica tradizionale proveniente da Changzhou, contea di Cangxian, Mengcun, nella provincia di Hebei..